# Arianna Errigo
Arianna Errigo, född 6 juni 1988 i Monza, är en italiensk fäktare.
Errigo tog OS-guld i damernas lagtävling i florett i samband med de olympiska fäktningstävlingarna 2012 i London.